# Капустино (Сычёвский район)
Капустино — деревня в Сычёвском районе Смоленской области России. Входит в состав Лукинского сельского поселения. Население — 2 жителя (на 2007 год).
Расположена в северо-восточной части области в 6 км к юго-западу от Сычёвки, в 6 км западнее автодороги Р134 «Старая Смоленская дорога» Смоленск — Дорогобуж — Вязьма — Зубцов, на берегу реки Лосьмина. В 10 км северо-восточнее деревни расположена железнодорожная станция Сычёвка на линии Вязьма — Ржев.

## История
В годы Великой Отечественной войны деревня была оккупирована гитлеровскими войсками в октябре 1941 года, освобождена в марте 1943 года.